# Leire Pajín
Leire Pajín Iraola (ur. 16 września 1976 w San Sebastián) – hiszpańska polityk, parlamentarzystka krajowa, w latach 2010–2011 minister zdrowia, deputowana do Parlamentu Europejskiego X kadencji.

## Życiorys
Absolwentka socjologii na Universidad de Alicante. Dołączyła do Hiszpańskiej Socjalistycznej Partii Robotniczej (PSOE), wchodziła w skład komitetu federalnego jej organizacji młodzieżowej JSE. W 2000 po raz pierwszy uzyskała mandat do Kongresu Deputowanych, z powodzeniem ubiegała się o reelekcję w wyborach w 2004 i 2008. W latach 2004–2008 zajmowała stanowisko sekretarza stanu do spraw współpracy międzynarodowej, następnie do 2010 była sekretarzem PSOE do spraw organizacyjnych. Od 2009 do 2011 reprezentowała wspólnotę autonomiczną Walencji w Senacie.
W październiku 2010 weszła w skład gabinetu José Luisa Zapatero. Objęła w nim stanowisko ministra zdrowia, które zajmowała do grudnia 2011. W tym samym roku z ramienia PSOE ponownie uzyskała mandat posłanki do Kongresu Deputowanych. W 2012 została zastępczynią sekretarza generalnego PSPV-PSOE, ugrupowania reprezentującego PSOE w Walencji.
Kilka miesięcy później zrezygnowała z aktywności politycznej w związku z powołaniem na specjalnego doradcę w strukturze Panamerykańskiej Organizacji Zdrowia. Była też doradczynią agendy ONZ UNDP. Później została dyrektorem do spraw rozwoju międzynarodowego w barcelońskim instytucie ISGlobal. W 2024 została wybrana do Parlamentu Europejskiego X kadencji.

## Odznaczenia
Odznaczona Krzyżem Wielkim Orderu Karola III (2011).